# هیپسیلوفدون
هیپسیلوفدون (به انگلیسی: Hypsilophodon) نام دایناسور گیاهخوار بود که ۱۰۵ میلیون سال پیش در دورهٔ کرتاسه پیشین در اروپا می‌زیست. فسیل این حیوان در انگلستان بسیار زیاد کشف شده است. طولش به ۲ متر می‌رسیده وزنش به ۵۰ کیلوگرم بالغ می‌شده است. این حیوان احتمالاً گیاه‌خوار یا همه چیزخوار بوده است.